# Afrodita II (escultura)

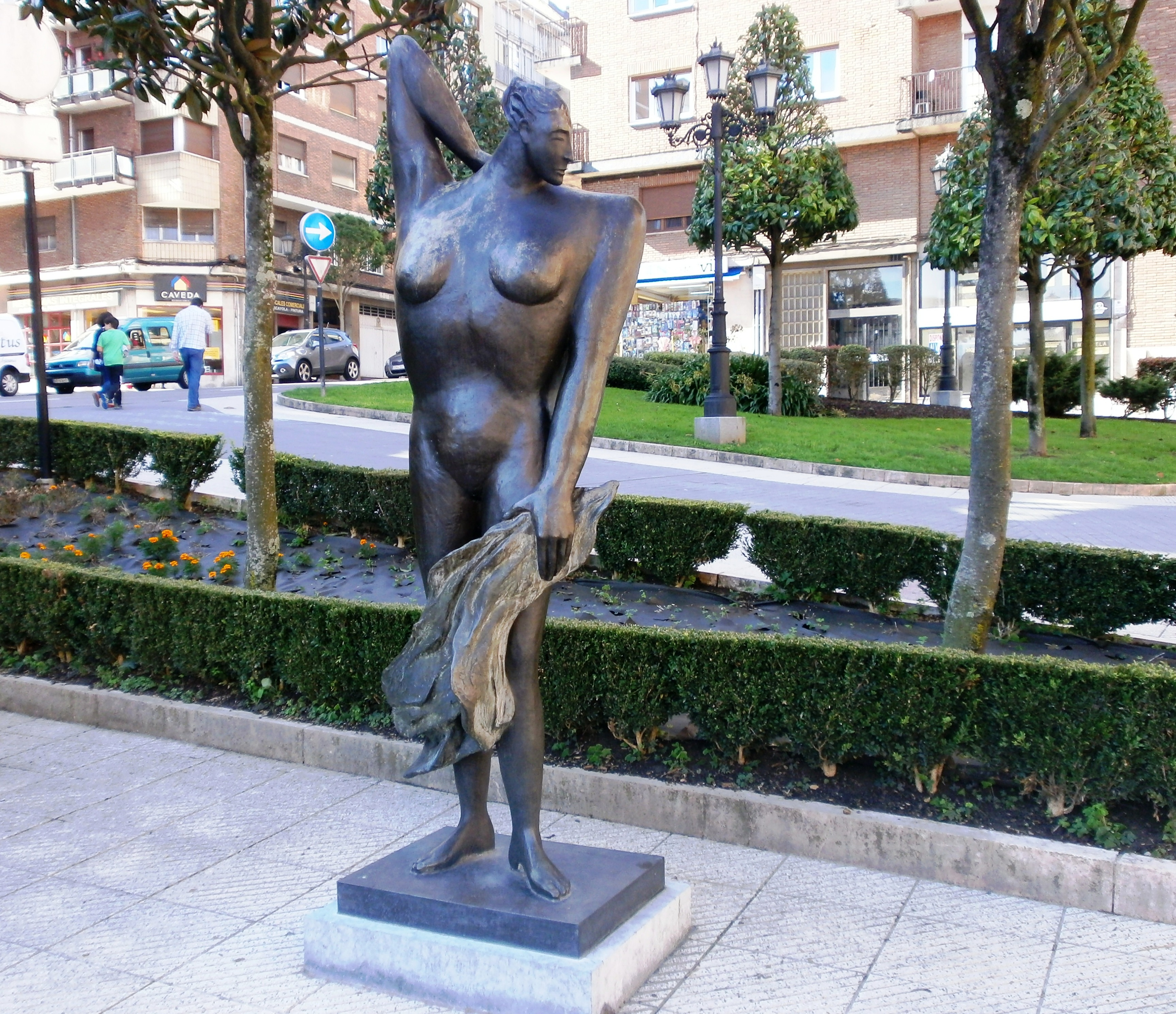

La escultura urbana conocida por el nombre Afrodita II, ubicada en la plaza de la Paz, mirando a la calle Hermanos Menéndez Pidal, en la ciudad de Oviedo, Principado de Asturias, España, es una de las más de un centenar que adornan las calles de la mencionada ciudad española.
El paisaje urbano de esta ciudad,  se ve adornado por  obras escultóricas, generalmente monumentos conmemorativos dedicados a personajes de especial relevancia en un primer momento, y más puramente artísticas desde finales del siglo XX.
Esta  escultura, está realizada en bronce, es obra de Esperanza d'Ors, y está datada en 1996.
Según opinión de los diversos autores, se trata de una escultura  con una fuerte carga erótica y sensual, con la que se pretende, en opinión de Adolfo Casaprima, “ofrecer un homenaje al desnudo femenino”.
Por otro lado, la propia autora ha descrito la serie de esculturas realizadas bajo la influencia del mito de Afrodita como reflejo de su pensamiento sobre el Mediterráneo.